# サンタ・マリア・デッラ・サルーテ聖堂

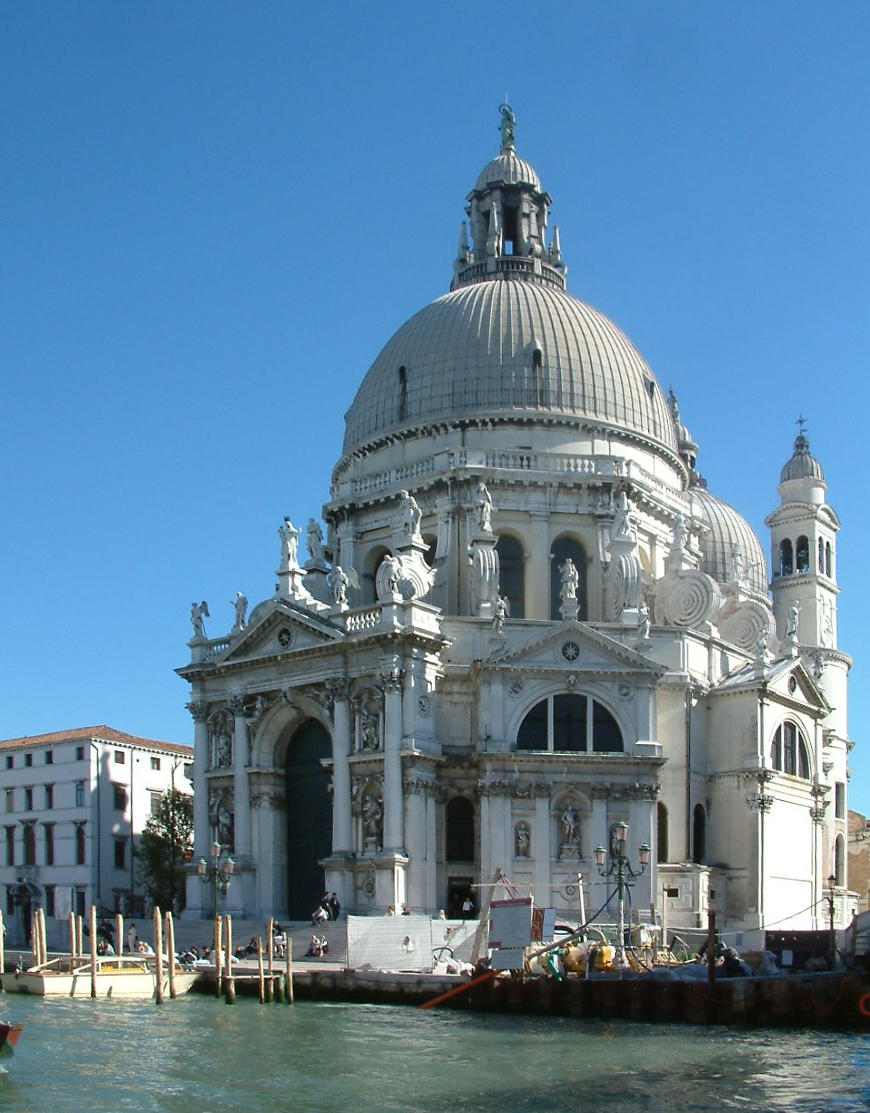
サンタ・マリア・デッラ・サルーテ

サンタ・マリア・デッラ・サルーテ聖堂 （イタリア語：Basilica di Santa Maria della Salute、和名：救済の聖母マリア聖堂）は、一般にサルーテと縮めて呼ばれる、ヴェネツィアにあるカトリック教会のバシリカ。カナル・グランデとヴェネツィアの潟の一つバチノ・ディ・サン・マルコの間に横たわる、狭い指状の土地の上に建つ。水上からサン・マルコ広場へ上がる玄関口の目印となっている。マイナー・バシリカの地位であるが、美しい外観と顕著な履歴を持ち、イタリアで最も写真におさめられる場所となっている。

## 歴史

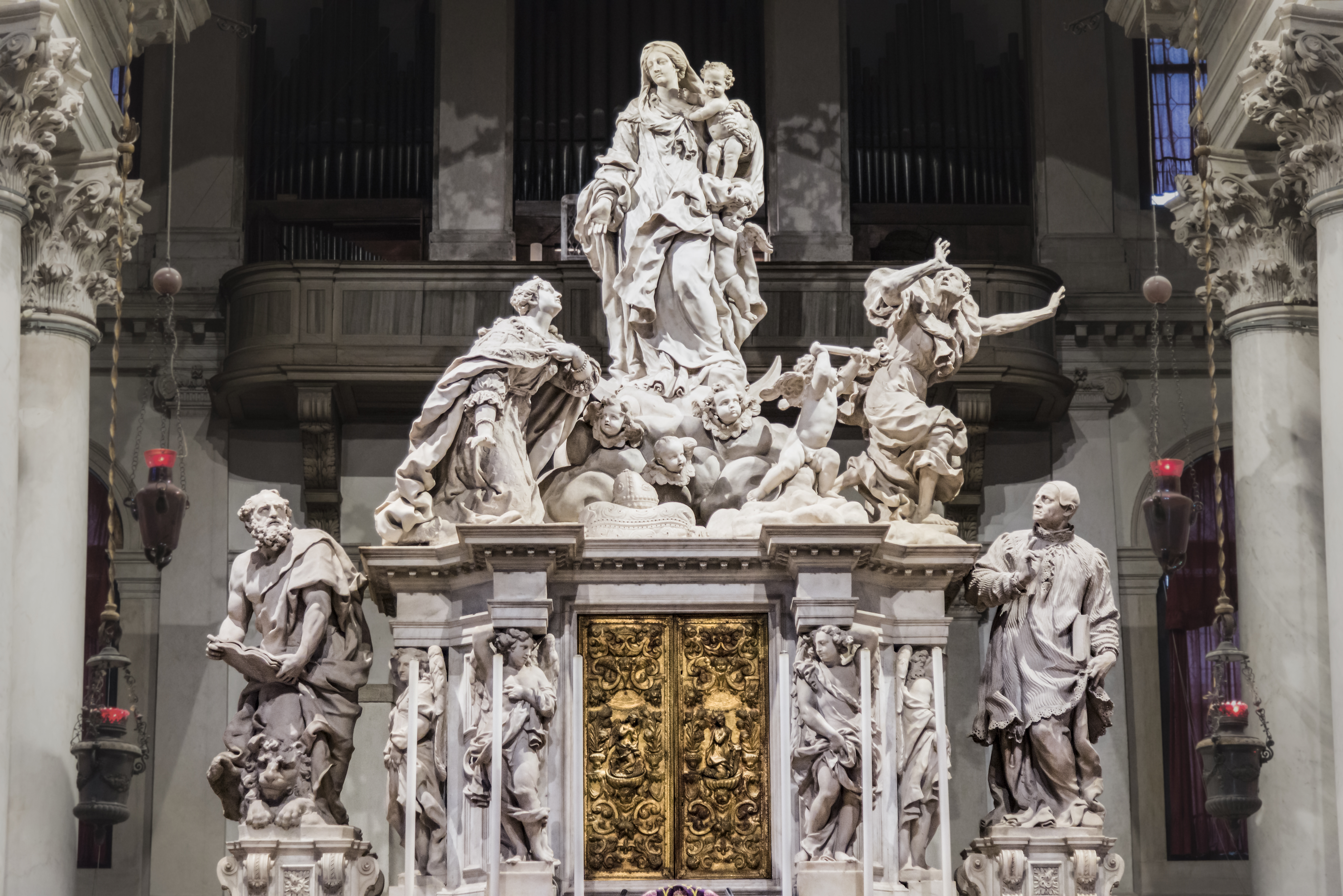
主祭壇

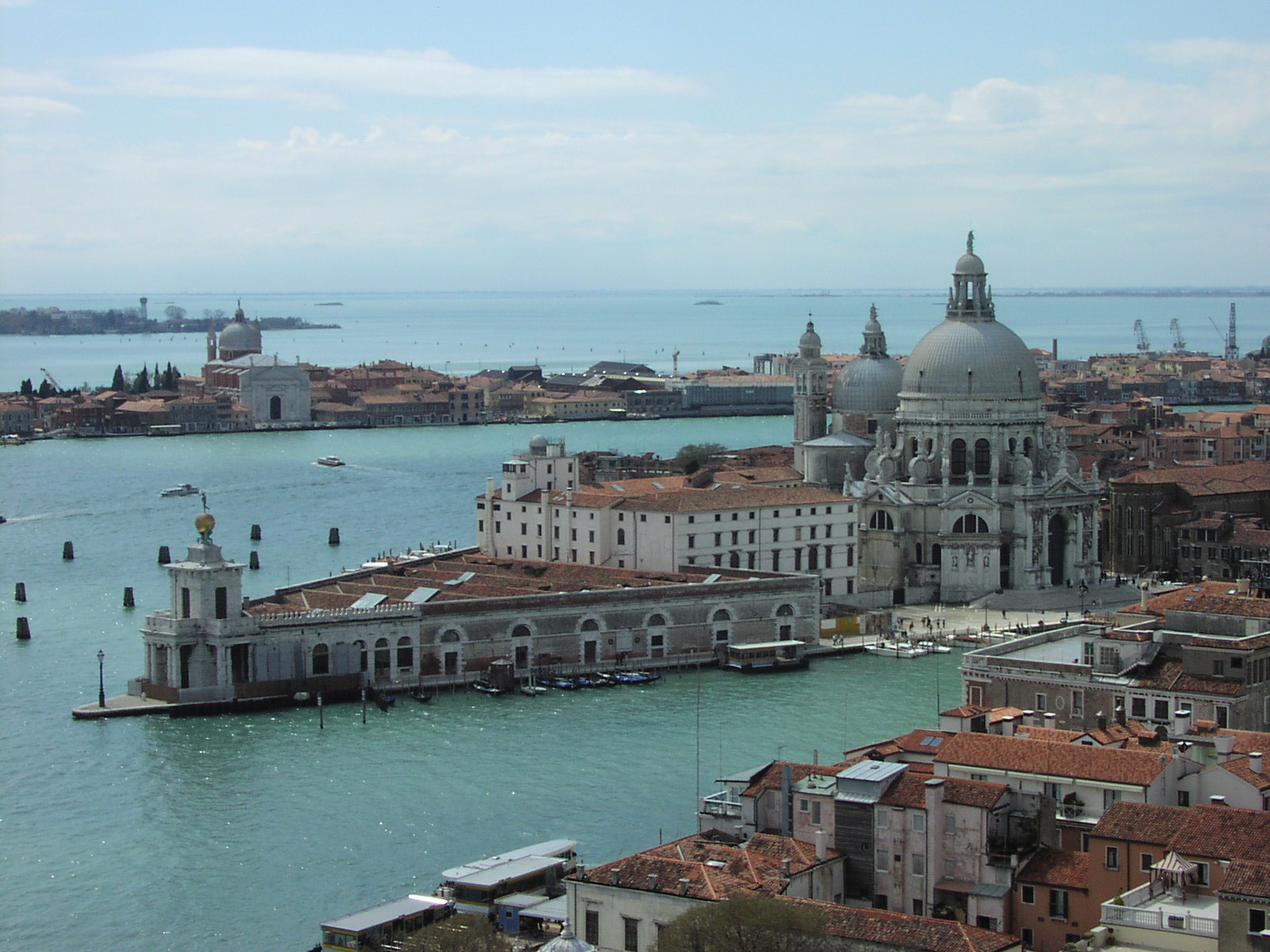
海上から見たサルーテ

1629年夏に始まった、イタリア全土を覆った黒死病大流行はヴェネツィアを急襲し、それから2年かけて人口の三分の一を失う結果となった。秘跡の提示が繰り返され、祈りと、黒死病に対する守護聖人聖ロッコ（ラテン語名ロクス）と聖ロレンツォ・ジュスティニアーノへ捧げる教会の建設が同様に唱えられたが、大流行はやまなかった。前回の黒死病流行（1575年から1576年）時と同様に、再度聖人へ捧げる教会の建設が求められた。当時アンドレーア・パッラーディオにキリストに寄進するイル・レデントーレの設計を依頼しており、1630年10月22日にヴェネツィア政府は新教会建設を宣言した。これは黒死病撲滅や守護聖人に捧げる物ではなく、様々な理由から共和国守護者の聖母マリアに捧げることが決まった。
政府は毎年11月21日の聖母マリアの祝日を祝って教会を訪問することを決めた。これはマドンナ・デッラ・サルーテ祭として市の公式行事であり、サルーテのあるサン・マルコ地区からドルソドゥーロ地区まで黒死病撃退を記念する行進が続く。カナル・グランデ上の海は、特別に舟橋の上を渡っていくことになっており、今も主要行事の一つである。
サルーテの場所にふさわしい記念碑の創建が望まれていたのは、サン・マルコ広場からのアクセスが容易であるからであった。8つの候補の中から現在の場所が選ばれたという。サルーテは市の忠心を象徴とするもので、1階は税関またはドガナ・ダ・マールと呼ばれる、海上貿易の紋章を掲げた建物に近接して建っていた。ローマのヴェネツィアにおける代理人、そしてこの土地の所有者たる大司教座でないにもかかわらず、サルーテはこれらを圧倒し、1631年から一部を建設し始めた。外交官サルピと、ドージェのニコロ・コンタリーニは教皇庁と強い連携をせずにすむよう、教会と手を結ぶ目的であったようである。最終的には、ヴェネツィア貴族がベルガモに創設したソマスカ会が教会の管理者となった。 
競争で建物が選ばれることとなった11の具申（アレッサンドロ・ヴァロターリ、マッテオ・イニョーリ、ベルテオ・ベッリの設計を含む）の中から、たった2つだけが最終審査に残った。建築家バルダッサーレ・ロンゲーナの新教会設計図が選ばれた。聖堂が完成したのは、ロンゲーナの死ぬ1年前の1681年である。アントニオ・スメラルディとザンバッティスタ・ルベルティーニの設計した応募作品は失われた。申し込みがいまだ現存しており、ベッリの設計図とスメラルディの最初の平面図が、パッラディーオ建設のレデントーレ、サン・ジョルジョ・マッジョーレ聖堂をほうふつとさせる伝統的な反宗教改革の線状教会であることがわかっている。ヴァロターリの設計図は幾何学上の抽象美術作品がスケッチしてあった。ロンゲーナの申し込みは具体化された建築計画で、構造と費用の詳細、設計における強気さですら伝わってきた。彼は以下のように書いている。
「私は円形建築物としての教会を考えました。新たな創作で、ヴェネツィアにまだ建っておらず、非常に価値があり多くの人が望む仕事です。この教会は聖母マリアに捧げられ、その献身の神秘を持ち、神は私に王冠の曲線の中の教会として建てるよう少々の才能を使わされたと、私には思えるのです。」
結果として、サルーテ聖堂は、どのやり方も目新しく、未だ古典的なパラディアン様式の影響と、ヴェネツィアにあるドームに息吹を与えている。ヴェネツィア政府は、賛成票66票、反対票29票、欠席2票で、26歳のロンゲーナの設計を許可したのである。

## 外装
サルーテ聖堂は巨大な八角形の建物で、10万個の木片を組み合わせた土台の上に建っている。建材は、イストリア産の石とマルモリノ（大理石の粉末で表面を覆った煉瓦）である。 その外面の装飾と聖堂のある場所に目を奪われている間に、内側の装飾自体に完全に驚かされる。八角形の教会は古典的な表現様式、サン・ヴィターレ聖堂のようなビザンツ美術へ傾倒している。内装は素材の多彩色化、欄干の上に聖人像が輪になっている珍しいデザインの中央本堂によって、建築的要素がはっきりと仕切られている。聖母マリアの象徴がそこここにある。大きなドームはマリアの冠、おちくぼんだ内装は彼女の墓を表し、八角形の八つの角と八辺はマリアの象徴である星である、といった具合である。
最後に、サルーテ聖堂のドームはヴェネツィアのシンボルの一つとされており、フィレンツェの大聖堂のドームやローマのサン・ピエトロ大聖堂のドームと同じく、市を象徴している。しかし、これらの重厚な主要教会のようにではなく、サルーテ聖堂は民衆に対して盛装していない。市の中の巡礼教会であり、商業港に入ってくる富を祝福する教会なのである。構造を王冠のように見たロンゲーナは、飾られた円形の建物を、より聖骨箱や聖体容器のようにみなし、市の敬虔心を隠す聖杯に転化して誇張した。

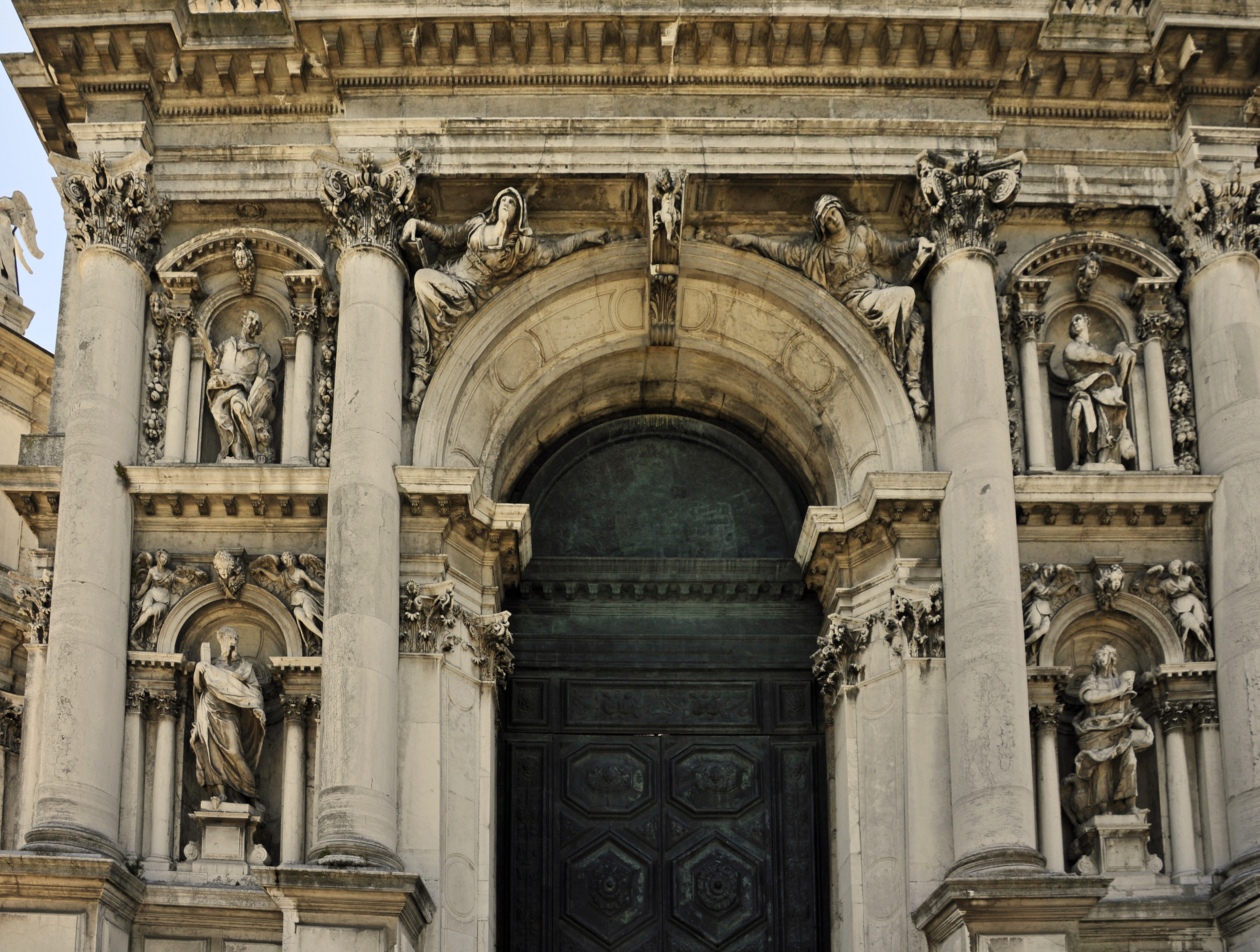
福音書記者が彫られたファサード
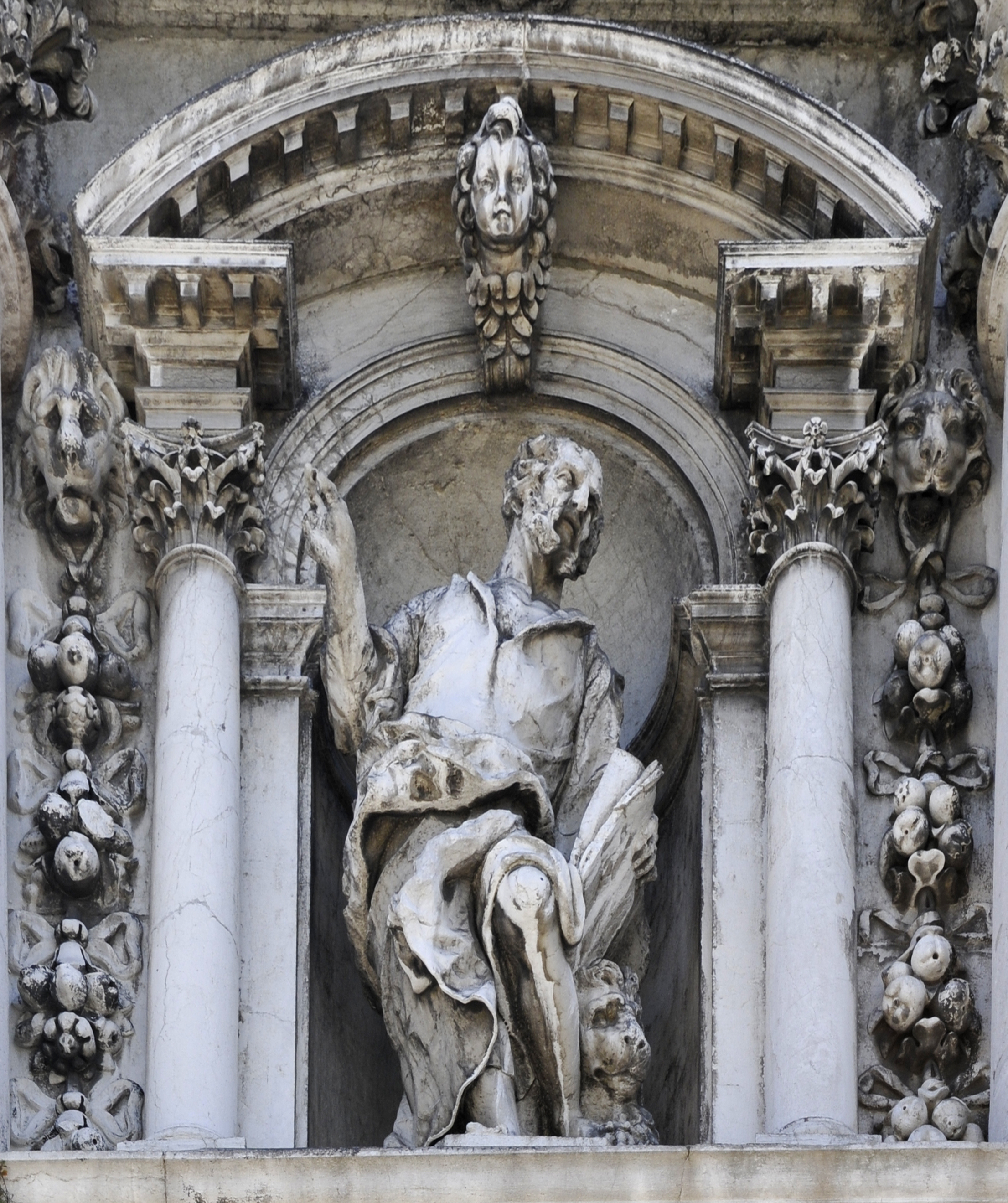
マルコ
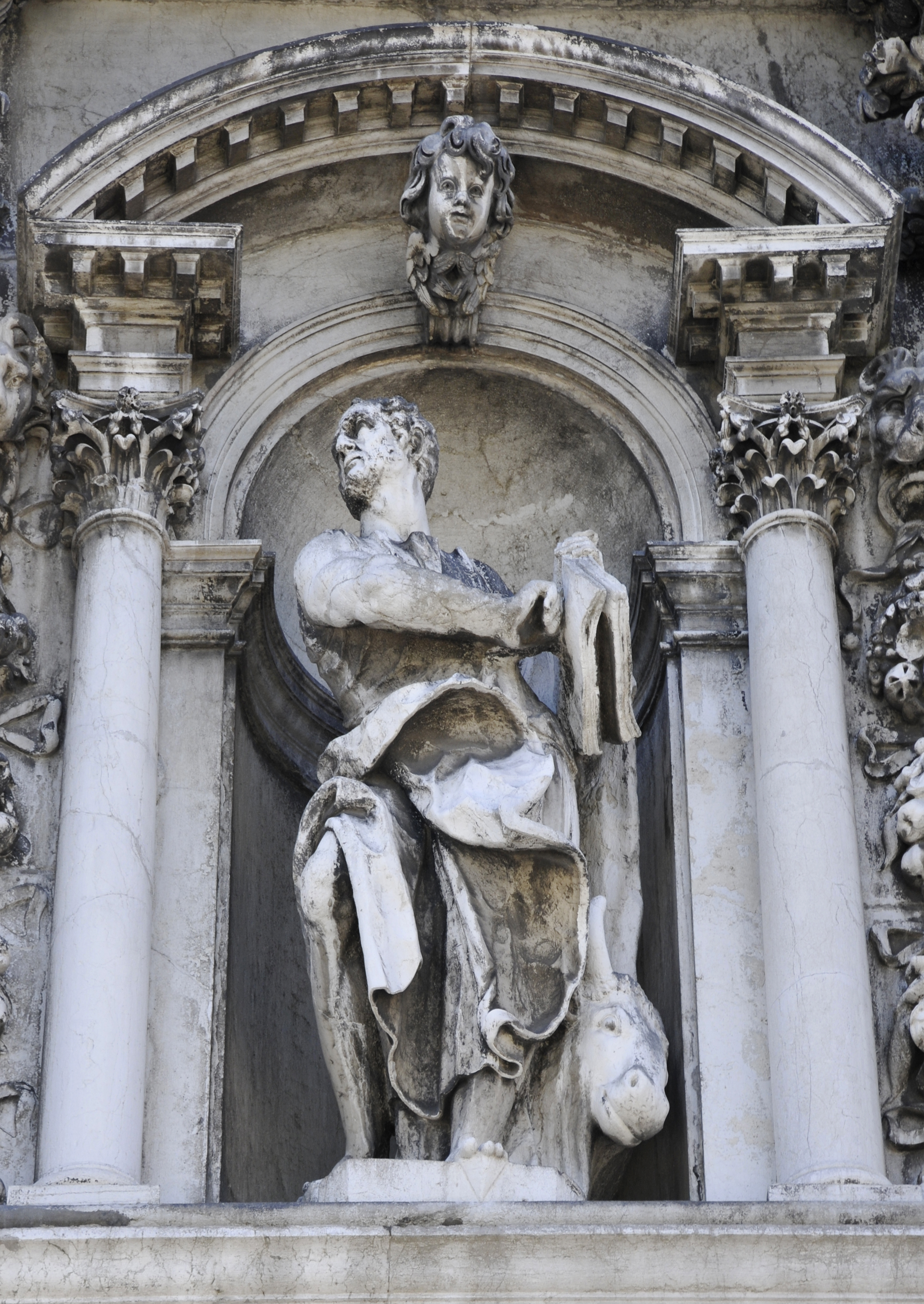
ルカ
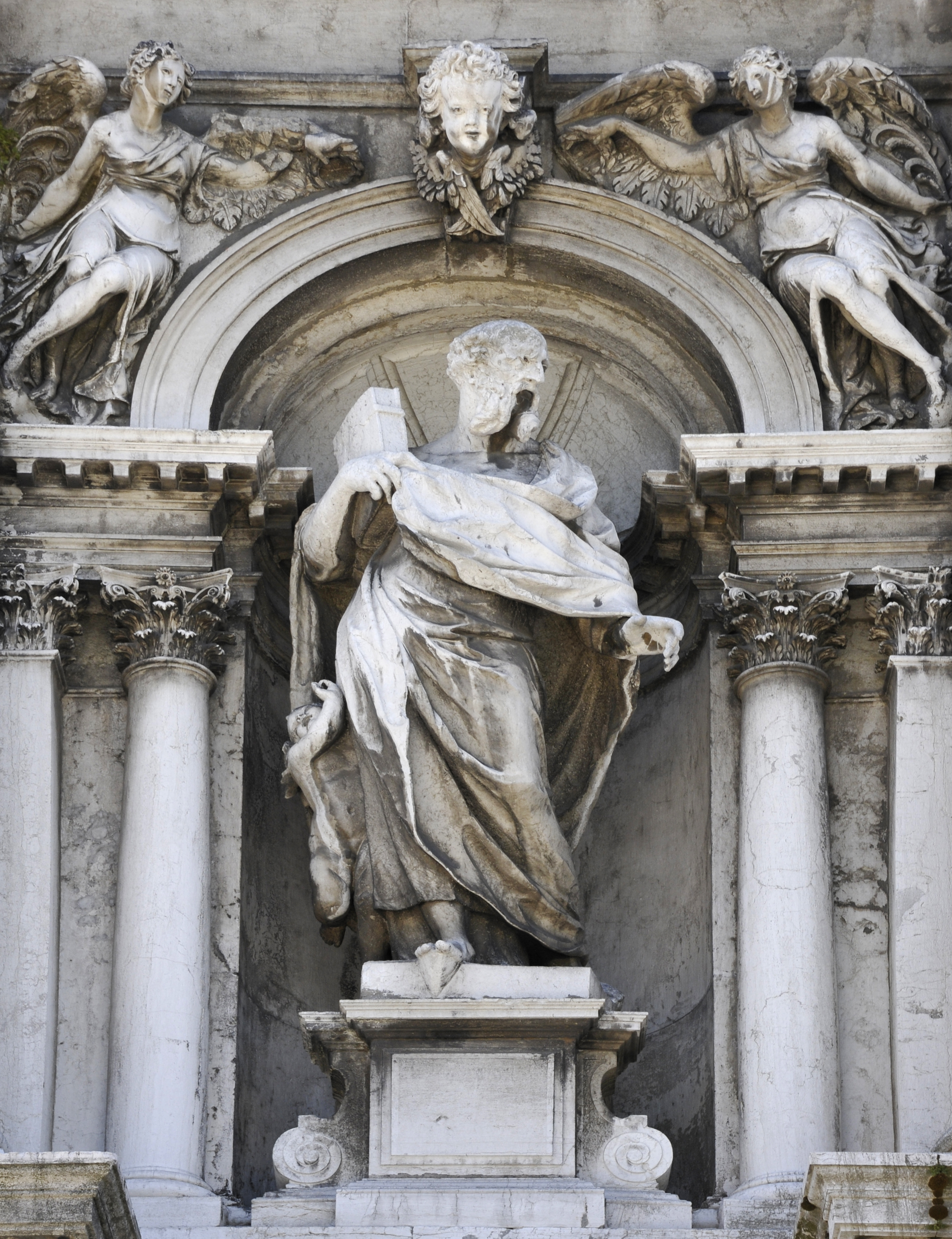
マタイ
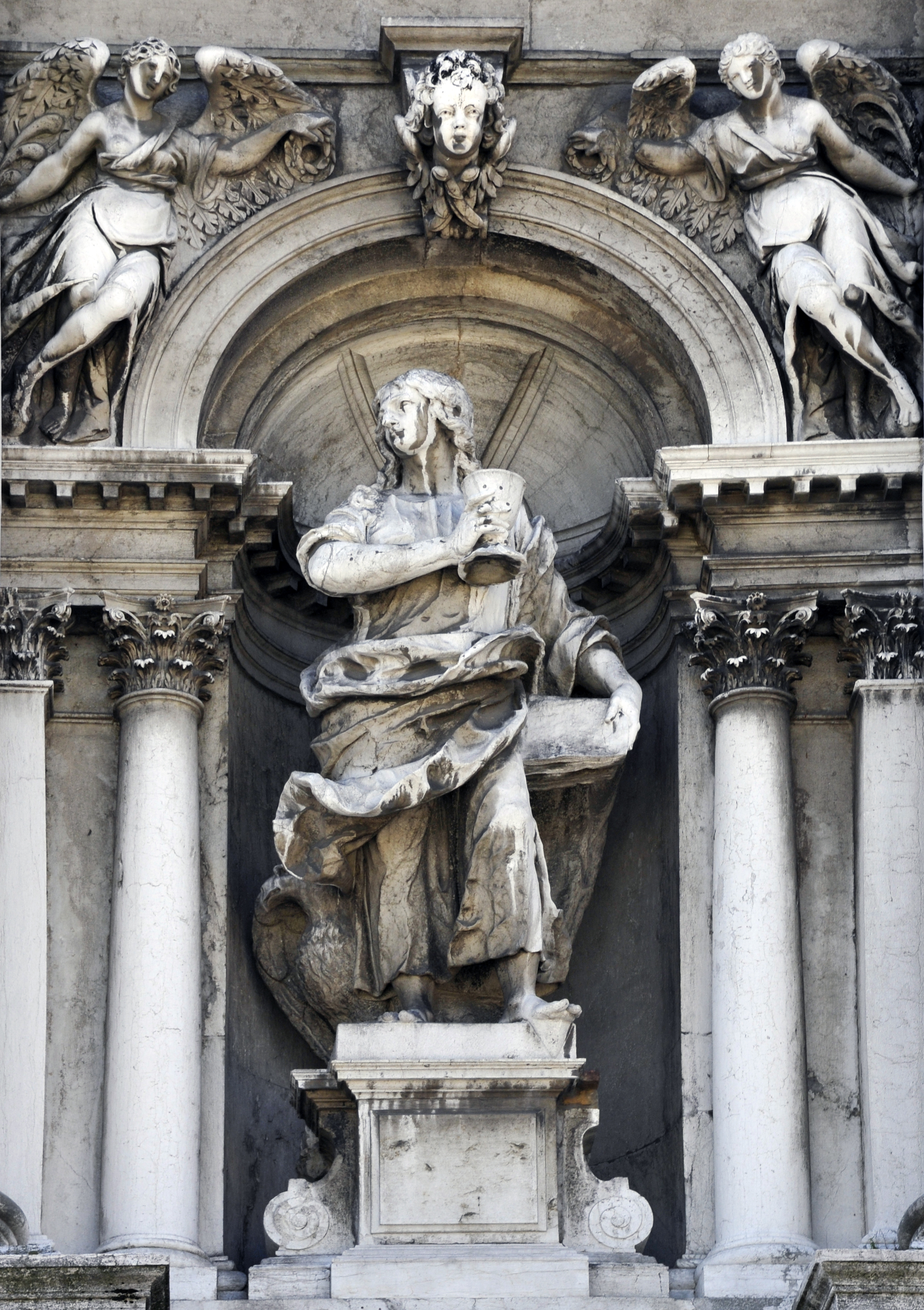
ヨハネ

## 内装

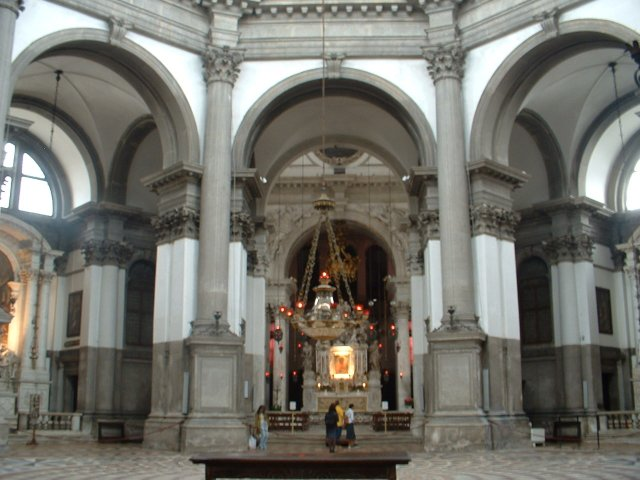
写真中央の主祭壇を含む内装

バロック様式の高い祭壇の飾り付けはロンゲーナ自身でされ、12世紀か13世紀のものとされるビザンツ美術のイコン『聖母子』が裏に隠されている。祭壇上の芝居がかった彫像は『黒死病を追い払う天上の女王』（1670年）を描いており、これはフランドル人彫刻家ヨッス・デ・コルトの劇的なバロック様式の傑作である。この彫像の手本となったのはアレッサンドロ・ヴァロターリの描いた教会を抱く聖母の絵画であり、画家は建築家の申し出に従って描いたのである。
ティントレットは大きな堂内保管所に、自画像を含む『カナの結婚』の絵を寄せた。教会の所有する最もその典型となる芸術家は、『聖コスマス、聖ダミアン、聖セバスティアンと聖ロッコとともに王座につく聖マルコ』を描いたティツィアーノである。この絵は堂内保管所の祭壇の衝立部分であり、『ダビデとゴリアテ』、『アブラハムとイサク』、『カインとアベル』などの天井画、堂内保管所全てにある教会の博士たちと福音伝道者の絵、本堂の『ペンテコスト』は同様に彼の作品である。 